# 胆固醇-4-硝基苯甲酸酯
胆固醇-4-硝基苯甲酸酯是一种有机化合物，化学式为C34H49NO4。它可由胆固醇和4-硝基苯甲酸在N,N'-二异丙基碳二亚胺和4-二甲氨基吡啶的存在下反应制得。它和氯化亚锡在乙醇中回流，可以得到胆固醇-4-氨基苯甲酸酯；和水合肼在5%铑/碳催化下反应，可以得到胆固醇-4-羟氨基苯甲酸酯。